# Ivano Ghirardini
 (septembre 2012).
Si vous disposez d'ouvrages ou d'articles de référence ou si vous connaissez des sites web de qualité traitant du thème abordé ici, merci de compléter l'article en donnant les références utiles à sa vérifiabilité et en les liant à la section « Notes et références ».
Ivano Ghirardini est un guide de haute montagne, né le 1er mai 1953 à Montefiorino (Italie), de nationalité française.

## Alpes-de-Haute-Provence

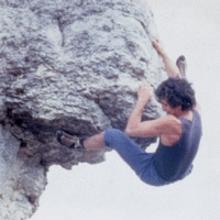
Ivano Ghirardini à l'entraînement en 1976, aux rochers des Moures (Alpes-de-Haute-Provence), avant d'affronter la première trilogie hivernale solitaire des trois derniers problèmes des Alpes.

Né dans un petit village des Apennins (Émilie-Romagne), Montefiorino, célèbre pour son appartenance à l'Italie Rouge et pour sa résistance au fascisme. Il émigre en France en 1954 et devient français par naturalisation en 1972. Il fait ses études à Marseille (math sup). C'est dans les calanques, à Saint-Jean au-dessus de Château-Arnoux-Saint-Auban et à Sisteron qu'il apprend l'escalade. Il découvre la montagne dans les Alpes-de-Haute-Provence et dès l'été 1973, il accomplit trois premières de grande difficulté (directissimes faces est, sud et nord) à l'Aiguille Pierre André (Haute Ubaye). Quelques mois plus tard, il réussit la première hivernale solitaire de la face nord directe de l'aiguille de Chambeyron.
En 1974 il devient aspirant guide. Il a réussi à ce jour plus d'un vingtaine de premières dans les Alpes de Haute Provence. La plus belle est la Directissime de la face nord de l'Aiguille Pierre André en Haute Ubaye. On peut citer quatre premières dans la Barre de Guéruen (vallée de Thoard - les Hautes-Duyes), l'éperon nord nord est du Grand Bec de la Blachyere en solitaire, des voies nouvelles aux Peigne et à la pointe de Mary, 4 voies magnifiques à la tête du Sanglier, la face nord directe du Brec de Chambeyron, l'éperon nord de l'aiguille de Chillol, etc.

## Trilogie

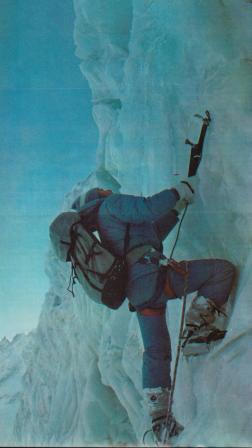
Ivano Ghirardini au Cervin

En 1975 il réalise la première ascension hivernale solitaire de la face nord des Grandes Jorasses par le Linceul.
En janvier 1977, il tente la première hivernale solitaire de la voie Schmid au Cervin, mais échoue dans la tempête à l'Épaule du Cervin, vers 4 000 m. Quelques jours plus tard, Hasegawa réussira cette première. Dès le mois de décembre 1977, il réussit à son tour cette face nord intégrale en 9 heures, puis enchaîne avec l'éperon Croz aux Grandes Jorasses (janvier 1978) et la voie Heckmair à l'Eiger (mars 1978). Il devient le premier alpiniste à avoir réussi la trilogie hivernale solitaire des grandes faces nord des Alpes (Cervin, Grandes Jorasses, Eiger), au cours de l'hiver 1977-1978. Ces trois grandes faces nord, appelées dans les années trente les « trois derniers problèmes des Alpes » sont un rêve pour tous les alpinistes. À l'époque, personne ne les avait encore gravies toutes les trois ni en solitaire ni en hivernale. Cette réussite, dans un même hiver, sans aucune assistance extérieure, sans hélicoptère, sans reconnaissance ou préparation des itinéraires, sans radio, sans dépôts ou équipements des voies, marque un chef-d'œuvre dans l'alpinisme classique.
Le deuxième alpiniste à réussir cette trilogie est le Japonais Tsunéo Hasegawa. Une similitude existe entre Hasegawa et Ghirardini, qui se suivent à distance pendant les années suivantes, quasiment sur les mêmes itinéraires au même moment, comme au Cervin, à l'Eiger ou à l'Aconcagua.
La suite logique aurait été la trilogie des directissimes et celle-ci, esquissée dès 1965, par Walter Bonatti au Cervin, reste à faire.
En 1978, il obtient son diplôme de Guide de Haute Montagne.

## Expéditions

### Le K2
En 1979, il participe à l'expédition nationale au K2, 8 611 m, Karakoram, Pakistan et bivouaque à plus de 8 350 m en solitaire, sans pouvoir tenter le sommet le lendemain à cause du mauvais temps. Cette expédition au K2 marque la fin des expéditions lourdes en Himalaya. Pourtant, sur un itinéraire aussi ambitieux et d'une difficulté jamais atteinte à l'époque, il restait logique et prudent de poser des cordes fixes et d'installer des camps d'altitude. Partie un peu trop tard de France, cette équipe composée de Pierre Beghin, Yannick Seigneur, Jean-Marc Boivin, Patrick Cordier, Daniel Monacci, Thierry Leroy, Bernard Mellet, Maurice Barrard, Jean Coudray, Jean Claude Mosca, Xavier Fargeas... n'échoua que de très peu, dans les tempêtes de début septembre 1979 et les vents féroces, les jets de haute altitude.

### Le pic Mitre

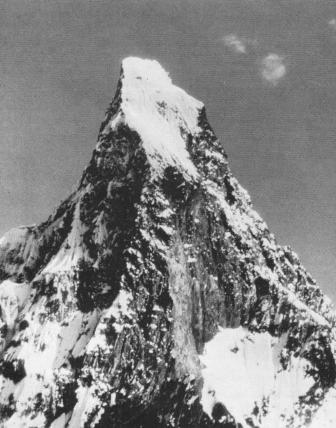
Le pic Mitre, 6023 m, première ascension par Ivano Ghirardini en juin 1980, en solitaire.

En 1980, il réussit la première ascension et la première solitaire du pic Mitre, 6 010 m (Karakoram, Pakistan). Il reste à ce jour le seul alpiniste à avoir gravi ce sommet, merveille esthétique du Karakorum. La voie passe par un couloir étroit sur la gauche de la face accessible depuis le glacier du Baltoro, rejoint l'arête sommitale et, par un bastion rocheux très raide de 300 m, le sommet acéré comme une lame de couteau.
Il tentera ensuite le K2 en solitaire par l'éperon SSE de 1979 et renoncera au camp III, dans la tempête.

### L'Aconcagua
En 1981, il rejoint l'Argentine avec les frères André-Pierre et Michel Verney. Le groupe se sépare après l'œdème pulmonaire et cérébrale de Michel, puis Ivano réussit la première ascension solitaire de la face sud de l'Aconcagua en trois jours et demi. Il reprend la voie des Français de 1954 et sort par la variante Messner qui est plus directe mais très exposée aux risques d'avalanches. Au sommet, il rencontre Jean-Marc Boivin qui bat le record du monde de delta biplace quelques minutes plus tard. Il devient lauréat de la Fondation Marcel Bleustein-Blanchet pour la vocation.

### Le Makalu
En 1982 il tente le pilier Ouest du Makalu en hivernale solitaire mais renonce vers 7 000 m.
Un des projets les plus extrêmes jamais envisagé par un alpiniste.

## Premières dans le massif du Mont-Blanc
- Traversée intégrale des aiguilles Rouges sur l'arête depuis le col des Montets jusqu'au Brévent.
- Face Sud de l'aiguille du Midi, Voie nouvelle qui deviendra le passage de libre (3e Longueur, 8b/c) le plus difficile du massif du Mont-Blanc (1984)
- Face est de la Pyramide du Tacul (voie nouvelle en libre dans les Dalles)
- Éperon nord de la pointe Young première ascension solitaire (1991)
- Rêve Éphémère, la superbe goulotte entre les pointes Marguerite et Young en face nord des Grandes Jorasses (1994), la voie fut commencée avec Slavko Svetičič et terminée en solitaire.
- Indiana stones en face nord nord-est de l'aiguille Noire de Peuterey (1991) Avec l'alpiniste américain Joshua Geetter.
- Vacances d'Alpinistes Une première à l'aiguille de Saussure (avec Joshua Geetter)
- Une voie nouvelle classée ED à la pointe Durier (avec Franck et Philippe Henry)en 1999 la sans retour
- Une voie élégante à la pointe Mieulet (avec Rahel Maria Liu)

## Divers
- Chef d'entreprise de 1982 à 1995
- Conférencier
- Créateur (lignes de vêtements de sports, photographies, systèmes experts)
- Écrivain (Thanatos 1996, BlackVaudou 2005, Shahrzad joue et gagne pièce de théâtre 2008).

## Para-karaté
Il est vice-champion de France en para-karaté katas, catégorie de handicap F, à Paris le 29 mai 2022, à 69 ans[réf. souhaitée].
Il est médaille de bronze en para-karaté catégorie F aux championnats de France 2023 à 70 ans, puis à nouveau l'année suivante à 71 ans.
Il est champion de France, le 9 mars 2025, dans sa catégorie, à Paris.